# Gonomyia diffusa
Gonomyia diffusa är en tvåvingeart som först beskrevs av de Meijere 1911.  Gonomyia diffusa ingår i släktet Gonomyia och familjen småharkrankar. Inga underarter finns listade i Catalogue of Life.